# Damušis
Damušis ist ein litauischer männlicher Familienname.

## Weibliche Formen
- Damušytė (ledig)
- Damušienė (verheiratet)

## Namensträger
- Gintė Bernadeta Damušytė-Damušis (* 1956), Diplomatin, Botschafterin
- Romaldas Petras Damušis (* 1950),  Jurist und Politiker